# یخچال ونچ-یخ

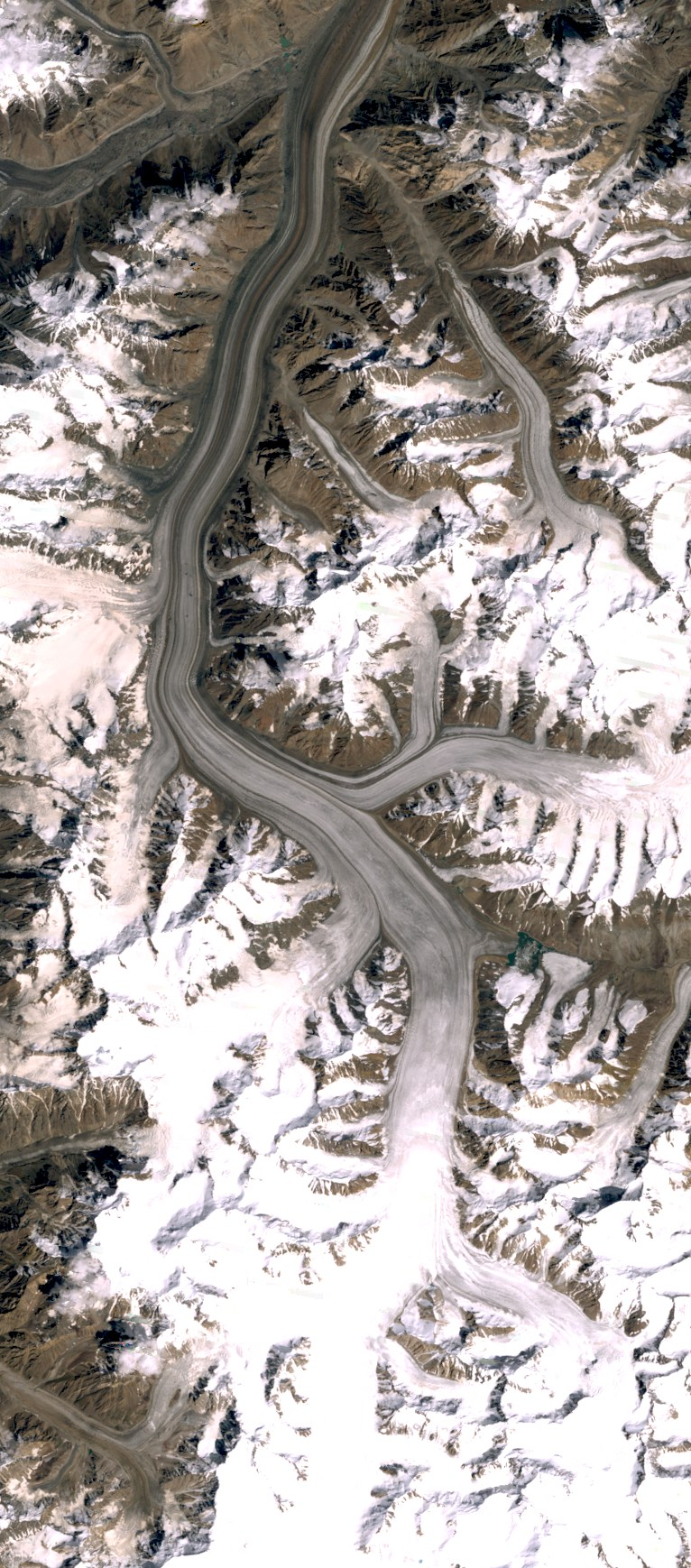

یخچال ونچ-یخ یا یخچال فدچنکو (به روسی: Федченко) یک یخچال طبیعی بزرگ در کوه‌های پامیر است که در بخش شمال مرکزی ولایت مختار کوهستان بدخشان و در کشور تاجیکستان جای دارد. این یخچال دراز و باریک هم‌اکنون در ناحیه‌ای به درازای ۷۷ کیلومتر کشیده شده و مساحتی بیش از ۷۰۰ کیلومترمربع را می‌پوشاند. این یخچال درازترین یخچال طبیعی جهان در بیرون سرزمین‌های قطبی می‌باشد. بیشترین کلفتی یخ آن چیزی نزدیک به ۱٬۰۰۰ متر بوده و حجم یخ یخچال اصلی به همراه ده‌ها شاخه‌ای که از آن جدا شده، ۱۴۴ کیلومترمکعب برآورد شده که نزدیک به یک‌سوم حجم دریاچهٔ ایری می‌باشد.
در سال ۲۰۲۳ نام فدچنکو که اسمی روسی توسط دولت تاجیکستان به ونچ-یخ به معنای سردخانه یخ تغییر داده شد.

## مسیر و موقعیت
یخچال مسیری عمدتاً رو به شمال را در شرق قله گَرمو با ارتفاع ۶٬۵۹۵-متر دنبال می‌کند. این یخچال از ارتفاع ۶٬۲۰۰ متر آغاز می‌شود و سرانجام در نزدیکی مرز با قرقیزستان، در ارتفاع ۲٬۹۰۹ متر به رود بالندکیک می‌ریزد و ذوب می‌شود. آب‌های آن در نهایت به مک‌سو، سرخاب، وخش و سپس آمو دریا می‌ریزد و به دریاچه آرال می‌پیوندد.
در غرب این یخچال، رشته‌کوه آکادمی ملی علوم تاجیکستان، قله گرمو، قله اسماعیل سامانی، قله کورژنفسکایا، سرچشمه‌های رود وانج و رود یزگلام قرار دارند. در جنوب قله استقلال و در شرق قله گوربونوف (۶٬۰۲۵ متر) واقع شده است. در شمال نیز آلتین مزار قرار دارد.

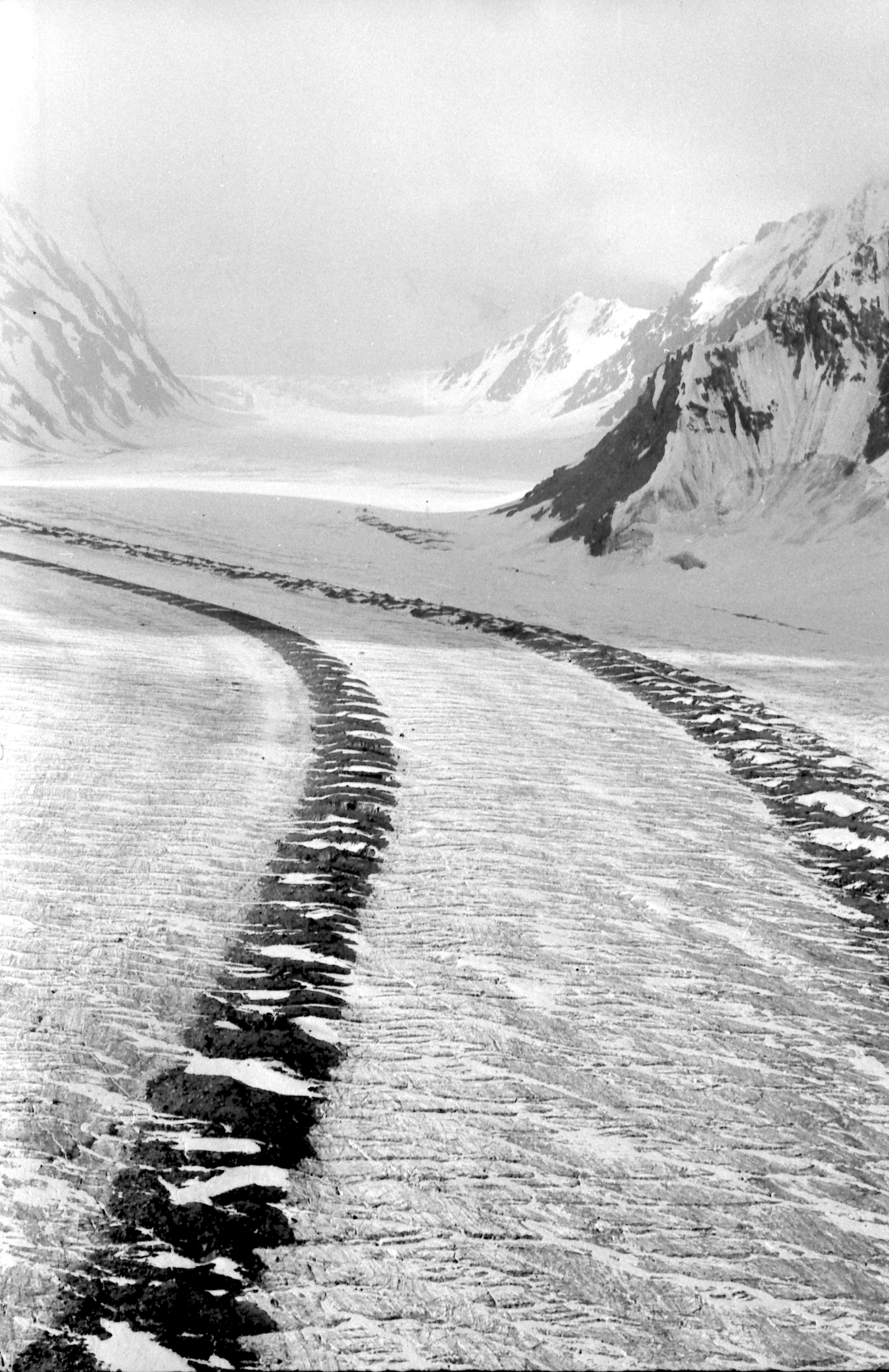

## کشف
این یخچال در سال ۱۸۷۸ کشف شد و به نام آلکسی پاولوویچ فدچنکو، کاوشگر روسی (اما نه کاشف واقعی آن) نام‌گذاری شد. بررسی کامل آن تا سال ۱۹۲۸ و توسط یک هیئت اکتشافی آلمانی–شوروی به سرپرستی ویلی ریکمر ریکمرز انجام نشد. بین سال‌های ۱۹۱۰ تا ۱۹۱۳ این یخچال گسترش یافت و حدود ۸۰۰ تا پیشروی کرد و در سال بعد رود بالیندلیک را مسدود نمود. این یخچال بین سال‌های ۱۹۲۸ تا ۱۹۶۰ به عقب‌نشینی ادامه داد و ورودی‌هایی همچون کوسیننکو، اولُگبِک، آلرت و چندین شاخه دیگر آن متوقف شدند.
در سال ۲۰۲۳، تاجیکستان در چارچوب برنامه روسیه‌زدایی، نام این یخچال را به طور رسمی تغییر داد.